# ماركو بيراردي
ماركو بيراردي (بالإيطالية: Marco Berardi)‏ هو لاعب كرة قدم سان مارينوي، ولد في 12 فبراير 1993 في سان مارينو. شارك مع منتخب سان مارينو تحت 21 سنة لكرة القدم ومنتخب سان مارينو لكرة القدم. أما مع النوادي، فقد لعب مع فولغوري فالتشانو ونادي لا فيوريتا.

## وصلات خارجية
- ماركو بيراردي على موقع الاتحاد الأوربي (الإنجليزية)
- ماركو بيراردي على موقع قاعدة بيانات كرة القدم.إي يو (الإنجليزية)
- ماركو بيراردي على موقع ناشيونال فوتبول تيمز (الإنجليزية)
- ماركو بيراردي على موقع Soccerway.com (الإنجليزية)